# ادموندو سوارز
ادموندو سوارز (انگلیسی: Edmundo Suárez; ۲۲ ژانویهٔ ۱۹۱۶ – ۱۴ دسامبر ۱۹۷۸) بازیکن فوتبال اهل اسپانیا بود.
از باشگاه‌هایی که در آن بازی کرده‌است می‌توان به باشگاه فوتبال اتلتیک بیلبائو و باشگاه فوتبال والنسیا اشاره کرد.
وی همچنین در تیم ملی فوتبال اسپانیا بازی کرده‌است.